# Man's Myth (Vol. 1)
Man's Myth (Vol. 1) è il quarto album in studio del gruppo musicale statunitense Twiztid, pubblicato nel 2005.

## Tracce
1. Introduction
2. Karma
3. Story of Our Lives
4. Won't Die
5. Get It Right
6. So High (feat. Violent J & Blaze Ya Dead Homie)
7. Off the Chain
8. Controversy
9. Get Ready (feat. Violent J)
10. Fuck U, Part 1
11. Feel This
12. Entity (feat. Shaggy 2 Dope)
13. The Argument
14. Bonus Flavor (feat. Soopa Villainz & Drive-By)